# Kinda revir
Kinda revir var ett skogsförvaltningsområde som omfattade Hanekinds, Bankekinds, Valkebo, Vifolka, Kinda, Ydre, Hammarkinds och Skärkinds härad av Östergötlands län liksom hemmanet Härsås under kronoparken Österås i Södra Vedbo härad av Jönköpings län. Det var indelat i fem bevakningstrakter. År 1905 omfattade reviret 173 allmänna skogar om 26 036 hektar, varav tio kronoparker med sammanlagt 9 477 hektar.